# 火山碧雲寺
23°19′31″N 120°28′51″E / 23.325237°N 120.480828°E

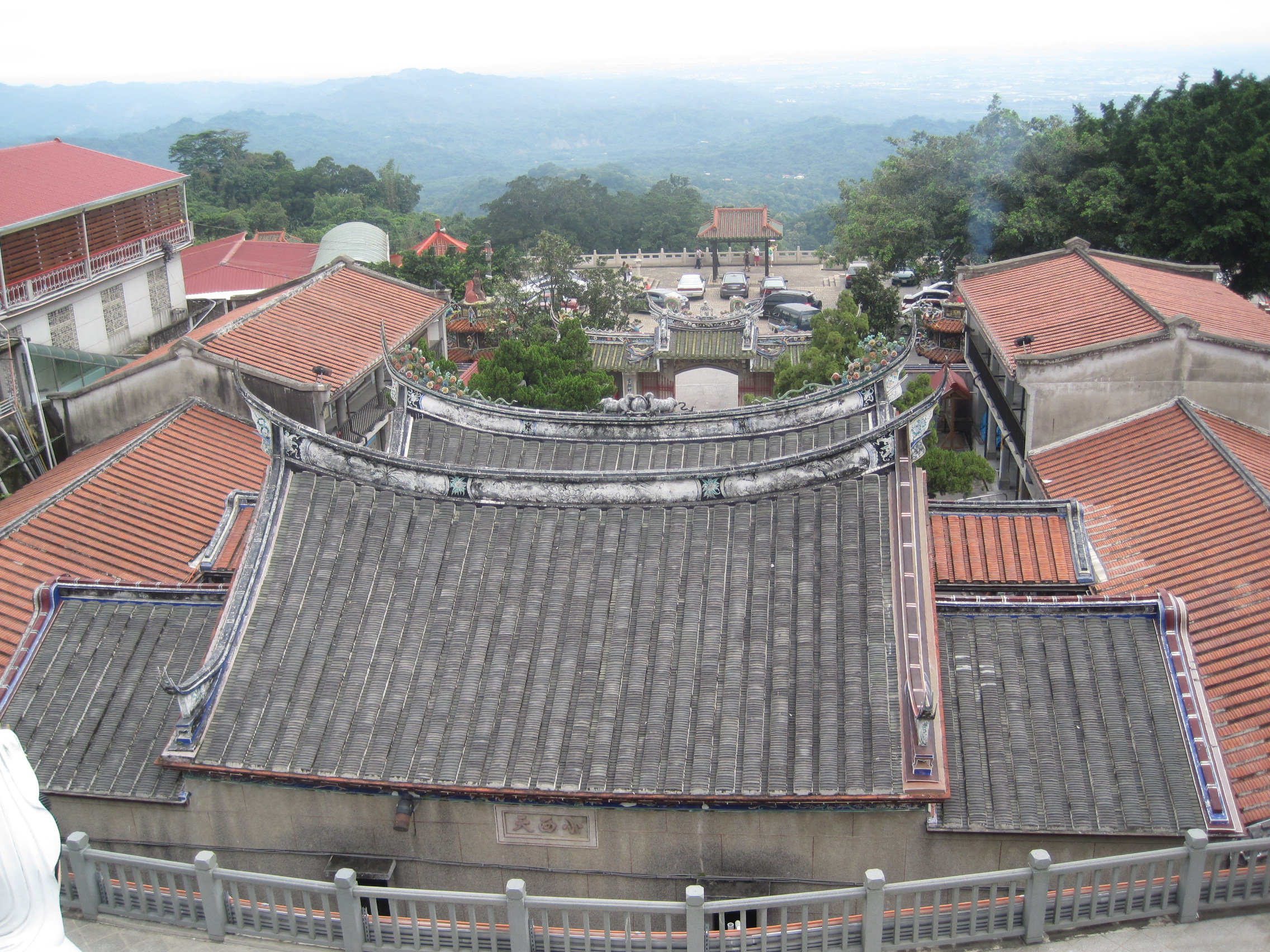
自高處拍攝的古蹟主體建築

火山碧雲寺，原名火山廟，源於火山大仙寺，亦稱白河碧雲寺、關子嶺碧雲寺，簡稱碧雲寺，俗稱新巖，佛教臨濟宗佛寺，位於台灣台南市白河區關子嶺，是台灣直轄市定古蹟，與俗稱舊巖的大仙寺合稱為南瀛八大景之關嶺雲巖，距大仙寺約五公里、水火同源約一公里。與東山碧軒寺關係密切。
台灣歌謠作曲家吳晉淮所作《關仔嶺之戀》唯一提到的景點，正是指此寺。

## 歷史

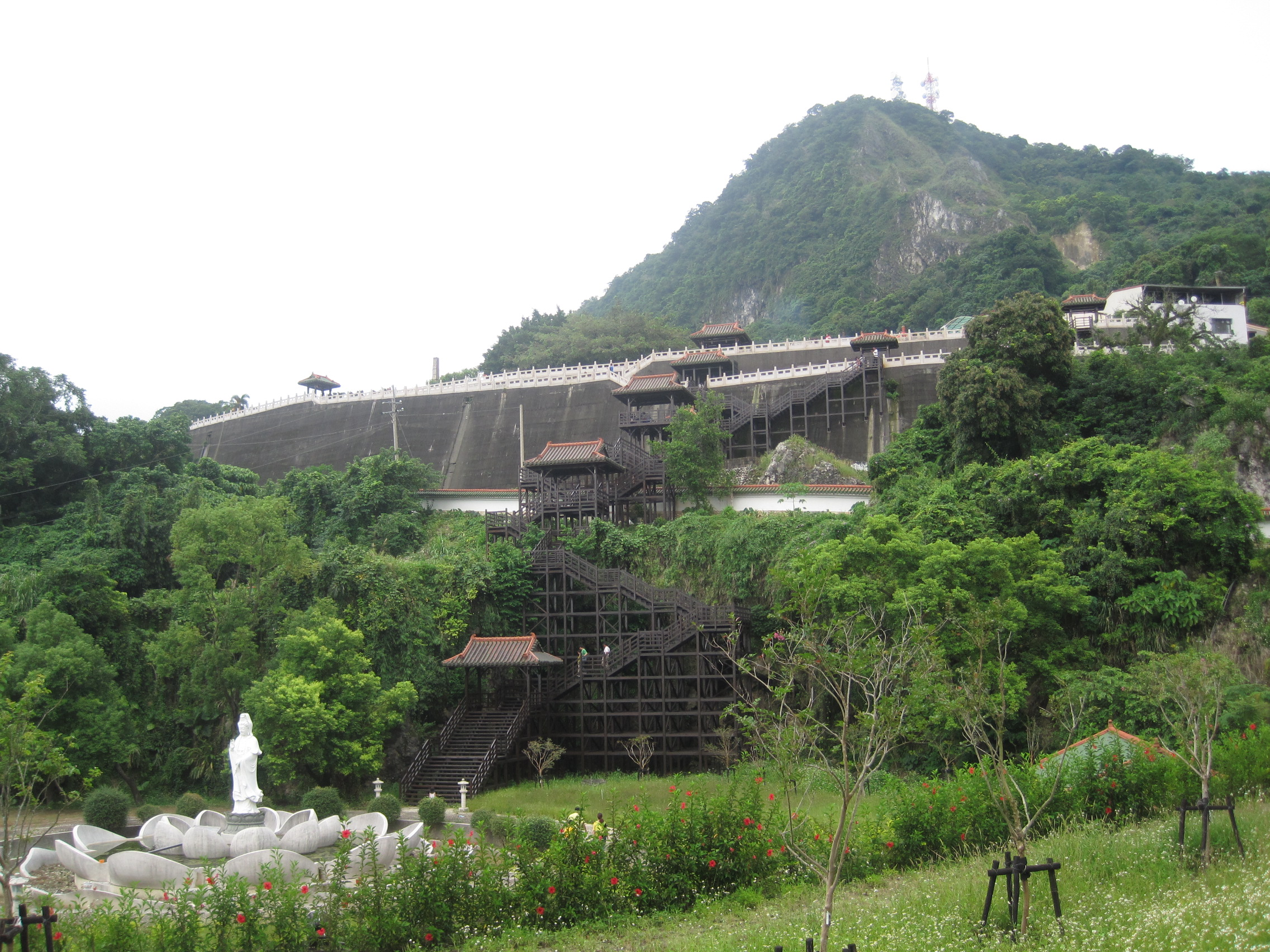
碧雲公園與通往火山碧雲寺的步道

碧雲寺開山祖師釋應祥法師，在康熙四十年（1701年），由泉州開元寺奉請一尊觀音佛祖（正二媽）聖像渡海來台，從竹仔港（今高雄永安區）登陸，輾轉於大仙寺落腳，為鶴齡禪師之徒，後成為大仙寺第三代主持。過了數年，應祥法師於鄰近的玉枕山腰處覓得「半壁吊燈穴」的寶地結廬而居，並將正二媽迎移其間。
後有安溪、土庫、番社（今東山區）儒生林啟邦等8人，隱居大岩石頂（今九股仔菜園處學地）研讀闈墨，嘉慶十一年（1806年）林啟邦等8人應試登科，返梓後率先捐款，鳩工興建寺宇，取名碧雲寺，一則紀述此地滿山蒼翠，似帶穿雲；一則祈佑仕子青雲直上，登步碧霄，時嘉慶十三年（1808年），是為碧雲寺正式立寺之始。
道光十二年（1832年）張丙之役，碧雲寺慘遭焚燬，神像一度避難番社，於理事後應有重建之舉，惜史文缺載。嗣後乙未戰爭，時當地居民，義不帝日，有林添丁、黃玉麟等人，號召同志，據碧雲寺抗日，惜寡不敵眾，不僅戰敗四散，寺宇也被焚毀而荒蕪。
明治三十七年（1904年）斗六地震與明治三十九年（1906年）梅山地震，寺廟又遭浩劫，大半倒塌殘破。適大仙寺與碧雲寺頻生廟產之爭，糾紛不停，遂由白河庄長林占春出面調解，昭和六年（1931年）分寺拆產，各自獨立，另由番社庄長陳按察等人管理。

## 東山迎佛祖
正二媽何時被請到東山說法眾說紛紜。
說法一，應祥禪師奉觀音佛祖指示（1706），將正二媽迎請至東山，並建草茅安奉，隨後便自行回碧雲寺繼續修行之路。
說法二，（1844）碧雲寺因兵燹而遭毀，東山先民遵從佛祖的指示，迎請正二媽至東山搭建便房安奉。
不變的是正二媽永祀於東山碧軒寺，視火山碧雲寺為「祖家」，每年農曆十二月廿三日恭迎正二媽上碧雲寺過年，正月十日回駕，即有名的東山迎佛祖，為台南縣重要無形文化資產。

## 供奉神佛

### 碧雲寺
正殿：
- 觀音菩薩
- 阿彌陀佛
- 準提菩薩
- 城隍爺
- 註生娘娘
- 十八羅漢

偏殿：
- 文殊菩薩
- 普賢菩薩

大雄寶殿：
- 三寶佛

### 清虛宮（天公廟）
正殿：
- 玉皇上帝
- 南斗星君
- 北斗星君
- 九天玄女
- 孚佑帝君
- 福德正神

太歲殿：
- 斗姥元君
- 太歲星君

地藏寶殿：
- 地藏王菩薩

## 外部連結
- 官方网站 （页面存档备份，存于）
- 火山碧雲寺的Facebook專頁
- 關子嶺碧雲寺——關子嶺碧雲寺 （页面存档备份，存于）